# Sanne Erkkola
Sanne Erkkola, född 8 mars 1994, är en finländsk spjutkastare. Hon tävlar för Turun Urheiluliitto och har tidigare tävlat för Pyrkivä samt Turun Weikot. Hennes tränare är Tuomas Laaksonen.

## Karriär
Vid kalevaspelen (finska mästerskapen i friidrott) 2020 tog Erkkola guld i spjut och slog sitt personbästa med ett kast på 57,04 meter. I juli 2021 satte hon ett nytt personbästa med ett kast på 59,61 meter vid en tävling i Pihtipudas, vilket var en förbättring på cirka 2,5 meter. Följande månad försvarade Erkkola sitt FM-guld med ett kast på 58,66 meter. Vid Finnkampen 2021 som ägde rum i september slutade hon på första plats med ett kast på 58,81 meter.
I augusti 2022 vid kalevaspelen i Joensuu tog Erkkola sitt tredje raka guld efter ett kast på 55,94 meter.